# Thor Henning
Pour les articles homonymes, voir Henning.
Thor Bernhard Henning, né le 13 septembre 1894 à Stockholm et mort le 7 octobre 1967 dans la même ville, est un nageur suédois, spécialiste des courses de brasse.

## Carrière
Thor Henning fait partie de la délégation suédoise présente aux Jeux olympiques de 1912, aux Jeux olympiques de 1920 et aux Jeux olympiques de 1924 ; il remporte trois médailles d'argent, une en 1912 sur 400 mètres brasse et deux en 1920, sur 200 et 400 mètres brasse. Il fait aussi partie du relais 4x200 mètres nage libre suédois terminant troisième en 1924 mais il ne nage pas la finale.